# Azrudin Valentić
Azrudin Valentić (født 21. juli 1970) er en bosnisk fodboldtræner og tidligere spiller, der er mtræner i bulgarske Botev Plovdiv.

## Spillerkarriere
Valentić påbegyndte sin karriere i den bosniske klub FK Sarajevo, hvor han vandt den nationale liga. Valentić spillede sidenhen for Raith Rovers FC i Skotland og SK Vorwärts Steyr i Østrig inden han indstillede karrieren grundet skader.

## Trænerkarriere

### Vasalunds IF og Assyriska FF
I 2002 Valentić kom til Sverige, hvor han fire år senere begyndte at arbejde som individuel træner i Vasalunds IF, inden han blev deres cheftræner i 2009. I 2011 blev han cheftræner i Assyriska FF.

### Fremad Amager
I oktober 2018 blev Valentić ansat som manager i Fremad Amager.
Den 1. juli 2019 annoncerede Fremad Amager, at Olof Mellberg var blevet ansat som klubbens nye manager. Valentić havde tidligere arbejdet med Mellberg i IF Brommapojkarna. Med Mellbergs ankomst ændrede klubben strukturen for trænerteamet; Mellberg blev manager, mens Valentić blev førsteholdstræner. Mellberg forlod imidlertid klubben blot to måneder efter sin ansættelse til fordel for jobbet som cheftræner i Helsingborg IF, hvorfor Valentić igen blev udpeget som klubbens manager.
I januar 2021 forlod han Fremad Amager for at blive træner for Botev Plovdiv i den bedste bulgarske række.